# HK Nioman Grodno
HK Nioman Grodno (biał. Хакейны клуб Нёман Гродна – Chakiejny Klub Nioman Grodna, ros. Хоккейный клуб Неман Гродно – Chokkiejnyj Klub Nieman Grodno) – białoruski klub hokeja na lodzie z siedzibą w Grodnie.

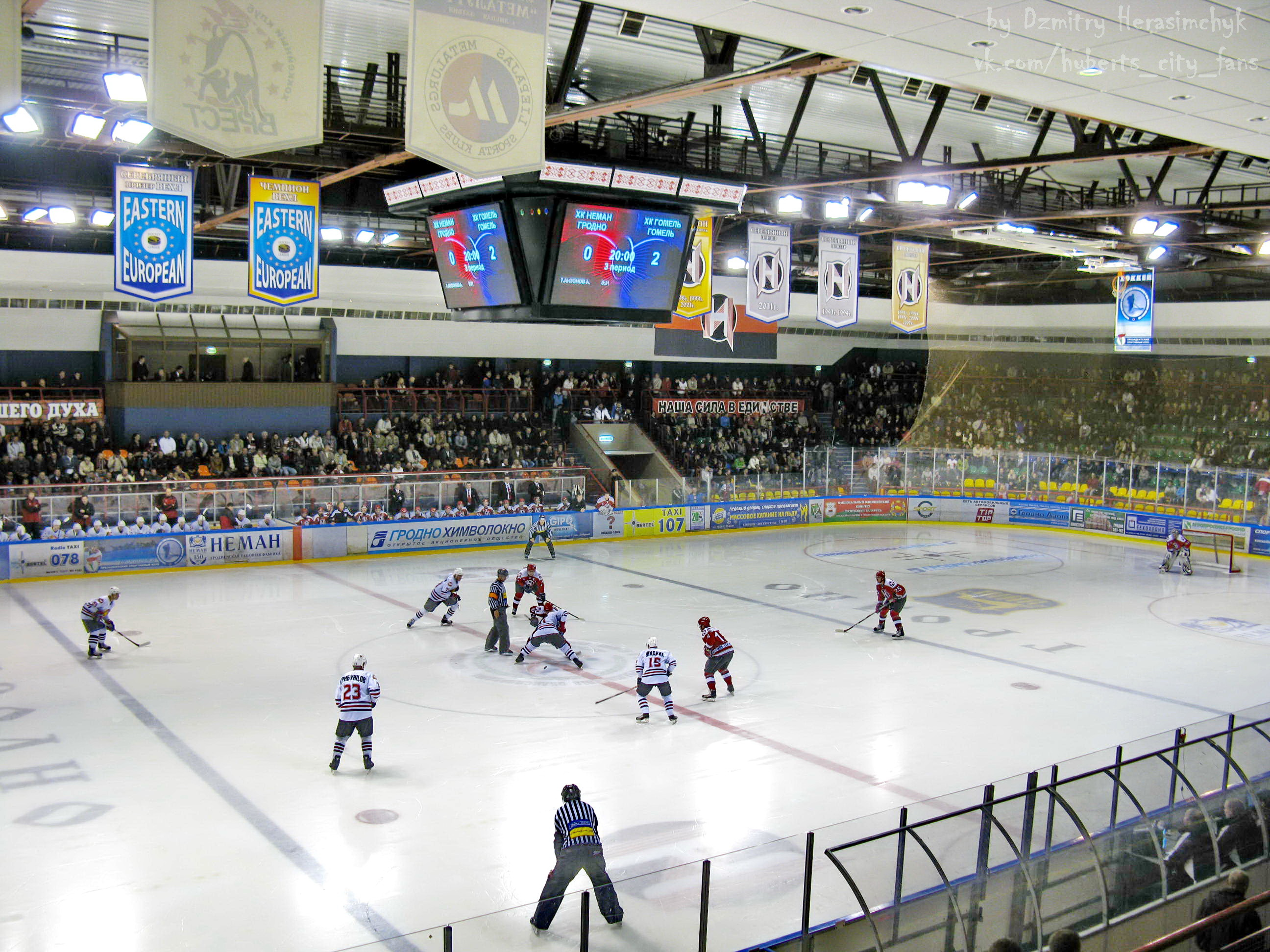
Lodowisko w Grodnie podczas meczu Niomanu (2011)

## Historia
Klub założono w 1988 na bazie dwóch istniejących wówczas drużyn: "SzWSM Grodno" oraz "SKIF-SzWSM Mińsk". Nowo utworzony klub powstał pod nazwą Progriess-SzWSM Grodno. Sponsorem klubu było przedsiębiorstwo młynarskie kołchozu z regionu Grodno. Po upadku ZSRR klub przemianował swą nazwę na Nioman Grodno i przystąpił do rozgrywek ekstraligi białoruskiej.
W 2015 trenerem klubu został Czech Miloš Holaň, a jego asystentami ukraińscy trenerzy Witalij Semenczenko i Ołeksandr Wasyljew. W kwietniu 2016 szkoleniowcem został Rosjanin Siergiej Puszkow, a jego asystentami Białorusin Aleh Małaszkiewicz i Litwin Arūnas Aleinikovas, zaś później także dwaj Rosjanie: Aleksiej Kuzniecow i od spraw naukowo-metodycznych Władimir Szeńko.
Po sezonie 2018/2019 przedłużono kontrakt z trenerem Puszkowem. Pod koniec października 2020 Puszkow odszedł ze stanowiska. Jego miejsce zajął wtedy Andriej Sidorienko. W kwietniu 2022 nowym szkoleniowcem został Jewgienij Łetow.

## Sukcesy
- Srebrny medal mistrzostw Białorusi (5 razy): 1993, 1994, 2011, 2012, 2019
- Brązowy medal mistrzostw Białorusi (6 razy): 1995, 1996, 1997, 2000, 2002, 2020
- Złoty medal mistrzostw Białorusi (7 razy): 1998, 1999, 2001, 2013, 2014, 2017, 2018
- Złoty medal Wschodnioeuropejskiej Ligi Hokejowej: 1996
- Puchar Białorusi: 2014, 2016, 2018
- Puchar Kontynentalny: 2015
- Trzecie miejsce w Pucharze Kontynentalnym: 2020